# Di-Gata
A Di-Gata (eredeti cím: Di-Gata Defenders) kanadai–luxemburgi televíziós 2D-s számítógépes animációs sorozat. Kanadában a Teletoon vetítette, Magyarországon pedig a KidsCo sugározta.

## Ismertető
Rades népe felett, gonosz erők akarnak uralkodni. Ezt az uralmat akarják megszerezni. Az utolsó reményeik, az embereknek a védelmezőikben rejlik, akik Di-Gata védelmezői. Ezek a védelmezők ifjú harcosok, akik a kiképzésüket még nem is fejezték be, de a világ sorsa máris a kezükben van.

## Szereplők
- Seth
- Melosa
- Kara
- Erik
- Rion
- Adam

## Magyar hangok
- Bogdányi Titanilla – Melosa
- Szabó Máté – ?
- Landon Andrea – Kara
- Baráth István – ?
- Kossuth Gábor – ?
- Bognár Tamás – ?

## Epizódok

### 1. évad
1. Zűr paradicsomban (Trouble in Paradise)
2. A vadonban (The Road Less Traveled)
3. A győzelem kulcsa (The Key to Victory)
4. Snered a fejvadász (Snered)
5. Balszerencse (Ms. Fortune)
6. Tengernyi gond (Cast-Aways)
7. Szökés Ogana-Gor-ból (Escape from Ogana-Gor)
8. Hiba a levesben (A Flav in the Ointment)
9. Vitus (Vitus)
10. Az elfeledett város (The Town that Time Forgot)
11. Kőbe vésve (Carved in Stone)
12. Az egy (The One)
13. Egy hűvel kevesebb (One Down)
14. A végzetes hajsza (Doom Chase)
15. A harcosok puhánya (Warriors)
16. Tudás (Knowledge)
17. Tolvajverem (Den of Thieves)
18. Nexus (Nexus)
19. A másoló (Replication)
20. Sötétség alászáll (Dark Descent)
21. Körforgás (The Cycle)
22. Mi rejlik odabent? (What Lies Beneath)
23. Feltámadt erő (The Returning)
24. Adam a cselszövő (Adam and Eve of Destruction)
25. A tökéletes alanyok (Perfect Host)
26. Ethos (Ethos)